# 守山市立河西幼稚園
守山市立河西幼稚園（もりやましりつ かわにしようちえん）は、滋賀県守山市今市町にある公立幼稚園。守山市立河西小学校と隣接している。

## 概要
- 子どもたちに古くから伝わる伝統芸能に親しんでもらおうと、毎年獅子舞を招いている。

## 沿革
1954年10月、当時河西村の教育委員長を務めていた順教寺の住職は、住民から保育所開設の要望を受けると、寺の茶所を開放して保育園を開設した。順教寺の山号が「江月山」であったことにちなみ、園は江月保育園と名付けられた。当初は寺のある笠原近隣の幼児約40人を保育していたが、対象を河西全般に拡大してほしいという要望が高まった。このため1955年4月には園舎を河西女子実務裁縫学校内に移し、河西保育園として開園した。しかし今度は幼稚園を希望する声があがった。1955年に河西村が守山町と合併すると、住職は守山町教育委員長に就任、1956年4月には河西保育園は廃園となり、守山町立河西幼稚園が開園することになった。
こうして545㎡の敷地に園舎と運動場が整備され開園、最初の園児は年少組18名、年長組94名の2年保育であった。しかし畳敷きの保育室は子供の激しい動きに耐えられず、1年ほどで床張りへの改修を余儀なくされた。また裁縫学校の間借りであったことから、しばしば園児が裁縫学校に乱入して学業を妨害した。裁縫学校には定規がふんだんにあったことから、この定規を使ったチャンバラごっこが園児の間に大流行した。1958年からは1年保育となり、園児数は減少した。
1962年には新園舎が竣工した。以降、周辺では1971年に垣内団地や川中第一団地、1974年に川中第二団地、1978年に河西ニュータウンの分譲が行われ、園児数は増加していった。保育室の増築も繰り返し実施された。1977年にはそれまで兼任だった園長が専任となり、園長の作詞で園歌が作られたほか、園旗も制定された。
- 1956年（昭和31年） - 河西保育園を幼稚園に切り替えて開園。
- 1962年（昭和37年） - 新園舎竣工。
- 1977年（昭和52年）6月 - 小鳥小屋設置。
- 1986年（昭和61年）9月 - ウサギ小屋設置。
- 1987年（昭和62年）10月 - アヒル小屋設置。
- 1991年（平成3年）9月 - 丸太材の小鳥小屋設置。
- 2004年（平成16年） - 新園舎を建築。

## 著名な卒業生
- 川島邦裕 - お笑いコンビ野性爆弾のボケ担当[8]
- ロッシー - お笑いコンビ野性爆弾のツッコミ担当[8]